# Symposiachrus menckei
Symposiachrus menckei е вид птица от семейство Monarchidae. Видът е почти застрашен от изчезване.

## Разпространение
Видът е разпространен в Папуа Нова Гвинея.